# Карно (лунный кратер)
Кра́тер Карно́ (лат. Carnot) — большой древний ударный кратер в северном полушарии обратной стороны Луны. Название присвоено в честь французского физика и математика Сади Карно (1796—1832); утверждено Международным астрономическим союзом в 1970 г. Образование кратера относится к нектарскому периоду.

## Описание кратера
Ближайшими соседями кратера являются кратер Роуланд на севере-западе; кратер Биркхоф на севере; кратер Крамерс на востоке; кратер Шлезингер на юго-востоке; кратер Эно-Пельтри на юге и кратер Параскевопулос на юго-западе. Селенографические координаты центра кратера 52°05′ с. ш. 144°12′ з. д. / 52,09° с. ш. 144,2° з. д., диаметр 126,1 км, глубина 2,9 км.
Кратер Карно имеет полигональную форму, значительно разрушен. Вал сглажен, перекрыт множеством кратеров различного размера. Внутренний склон вала сохранил следы террасовидной структуры, западная часть внутреннего склона перекрыта тремя приметными чашеобразными кратерами. К северной части вала примыкает гигантский кратер Биркхоф. Высота вала над окружающей местностью достигает 1630 м, объем кратера составляет 16 920 куб.км.. Дно чаши затоплено базальтовой лавой, плоское, за исключением пересеченной участка в северо-восточной части, отмечено несколькими небольшими и множеством мелких кратеров. В чаше расположен массивный центральный пик, несколько смещенный к юго-востоку от центра.

## Сателлитные кратеры
| Карно | Координаты                                              | Диаметр, км |
| ----- | ------------------------------------------------------- | ----------- |
| F     | 52°09′ с. ш. 139°13′ з. д. / 52,15° с. ш. 139,22° з. д. | 34,2        |

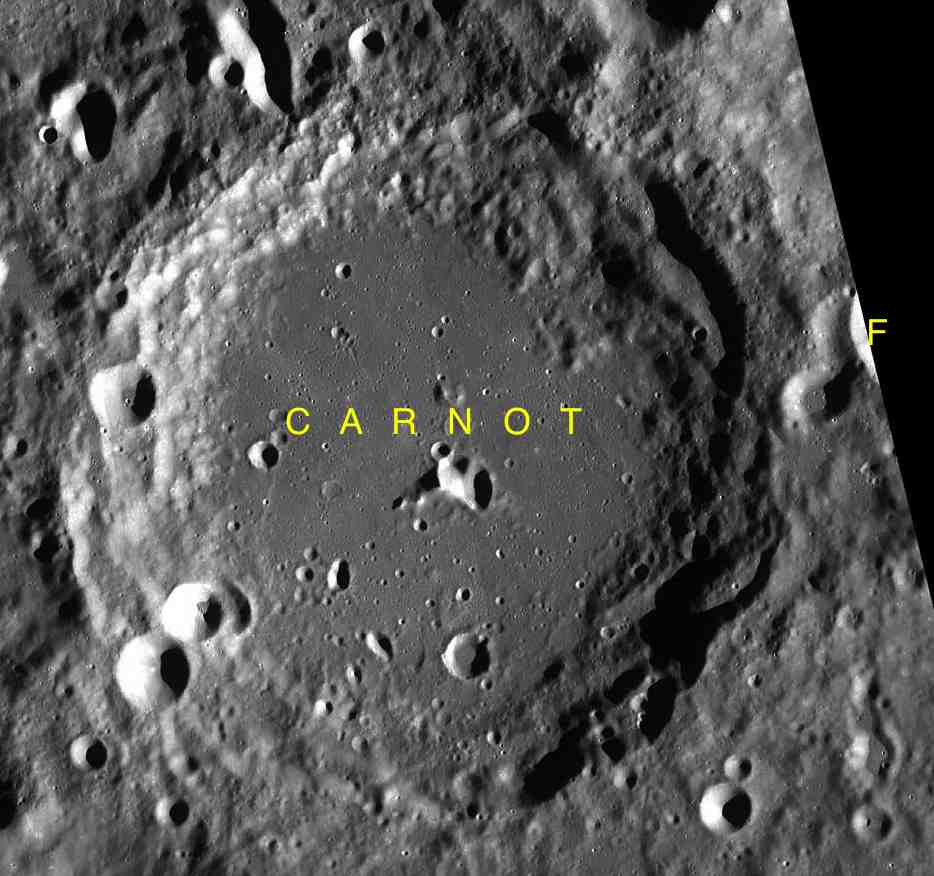
Фрагмент карты LAC-19.

- Образование сателлитного кратера Карно F относится к позднеимбрийскому периоду[4].